# Monastère de la Transfiguration-du-Sauveur d'Arzamas
Le monastère de la Transfiguration-du-Sauveur (Спасо-Преображенский мужской монастырь), ou simplement monastère du Sauveur, est un monastère orthodoxe masculin situé à Arzamas en Russie. Il dépend de l'éparchie de Nijni Novgorod de l'Église orthodoxe russe et se trouve dans le centre-ville.

## Histoire

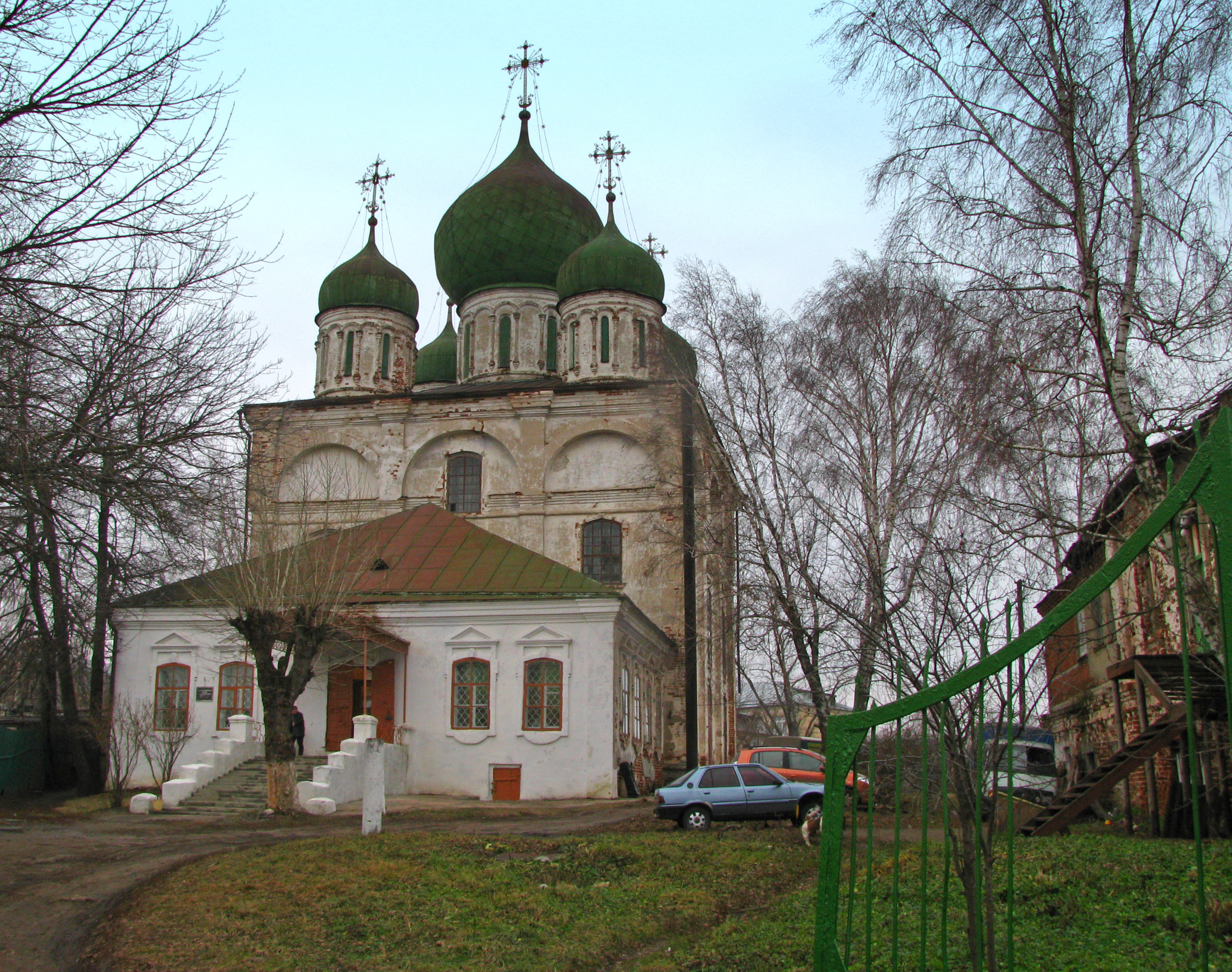
Vue du catholicon en 2009.

Le monastère a été fondé vers 1555 au bord du lac. Au fil du temps, il est administré par les métropolites, puis par les patriarches de Toutes les Russies;
Au début les édifices sont en bois, puis remplacés par des constructions en briques. Le catholicon du monastère, dédié à la Transfiguration, se trouve être l'église la plus ancienne d'Arzamas.
Au début du XXe siècle, le monastère possède trois églises et un clocher. Il est enregistré comme monastère de IIIe classe. Il dispose alors d'une école et d'un hospice.
Le monastère est fermé en 1927 par les autorités communistes locales; il est saccagé et gravement endommagé. On y installe une fabrique de vêtements, puis jusqu'à récemment les archives de l'oblast de Nijni Novgorod.
Le Saint-Synode de l'Église orthodoxe russe décide le 20 avril 2005 de la réouverture du monastère. L'église de l'Annonciation, autrefois église paroissiale et récemment restaurée, lui est attribuée.

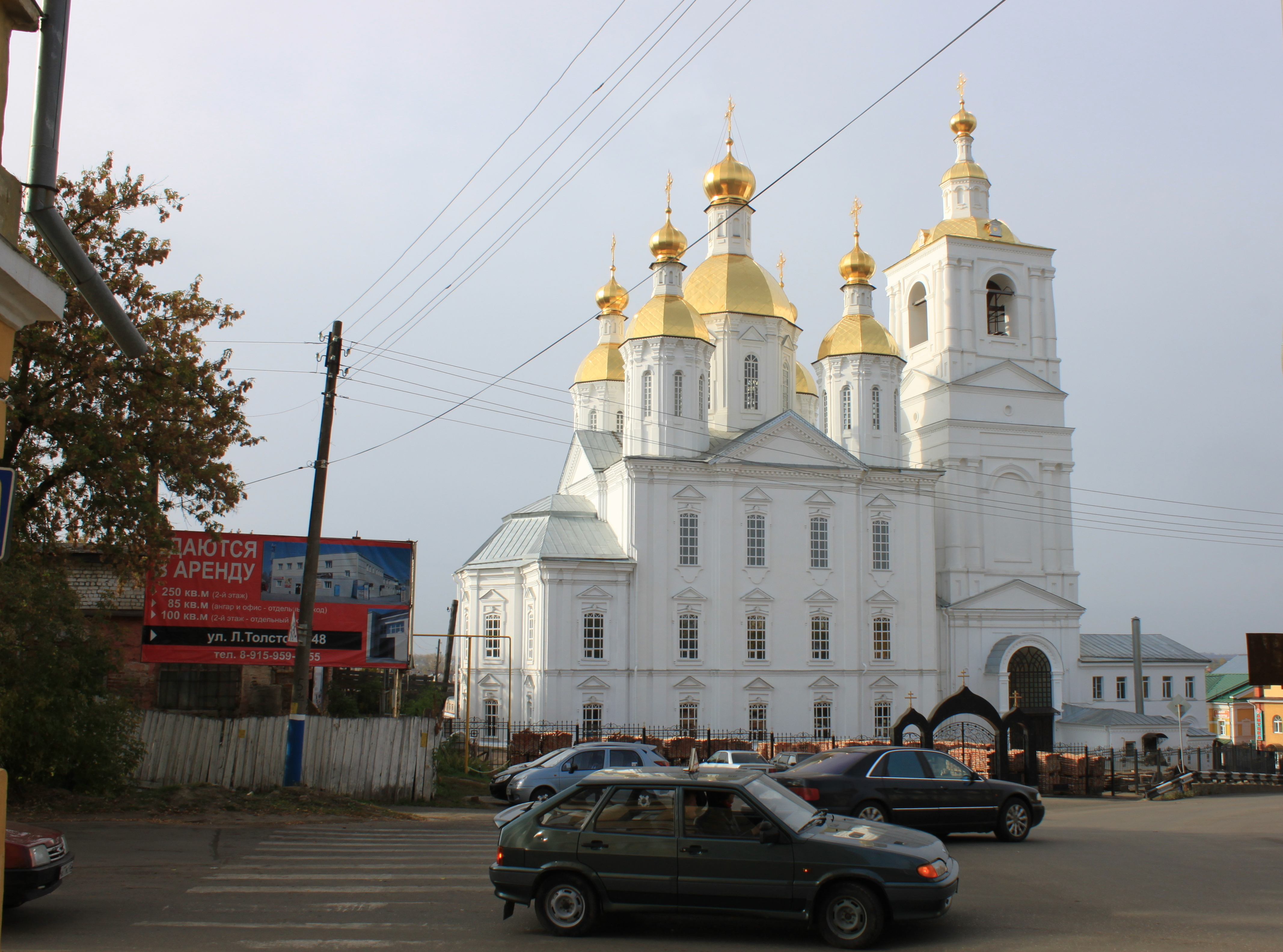
Vue de l'église de l'Annonciation en 2013.

Cette paroisse de l'Annonciation se trouvait autrefois à côté du monastère du Sauveur, près des remparts. En 1775-1778 à la place d'une église de bois et d'une église de pierre, l'on construit une nouvelle église, ressemblant en partie à l'église de l'Assomption du monastère de Sarov. L'église de l'Annonciation est fermée en 1929 pour y installer un foyer d'étudiants, puis un dépôt de carburant et la caisse d'épargne.
Les travaux de restauration commencent à l'hiver 2004-2005. La première célébration liturgique se déroule pour la Noël 2006 (le 7 janvier dans le calendrier grégorien en Russie, ce qui est le 25 décembre dans le calendrier julien).
La chapelle dédiée au Sauveur juste à côté de l'église de l'Annonciation est restaurée et est attribuée au monastère.